# Блікер-стріт
Блікер-стріт (англ. Bleecker Street) — східно-західна вулиця в Нью-Йоркському боро Мангеттен. На сьогодні вона найбільш відома як район нічних клубів Гринвіч-Вілледж. Вулиця з’єднує район, який сьогодні популярний серед музичних закладів і комедійних шоу, але який колись був головним центром американської богеми. Вулиця названа на честь прізвища Ентоні Ліспенарда Блікера, банкіра, батька Ентоні Блікера, письменника 19 століття, через сімейну ферму якого проходила вулиця.
Блікер-стріт з’єднує Абінгдон-Сквер-Парк (перехрестя Восьмої авеню та Хадсон-стріт у Вест-Вілледж) з Бауері та Іст-Віллидж.

## Історія

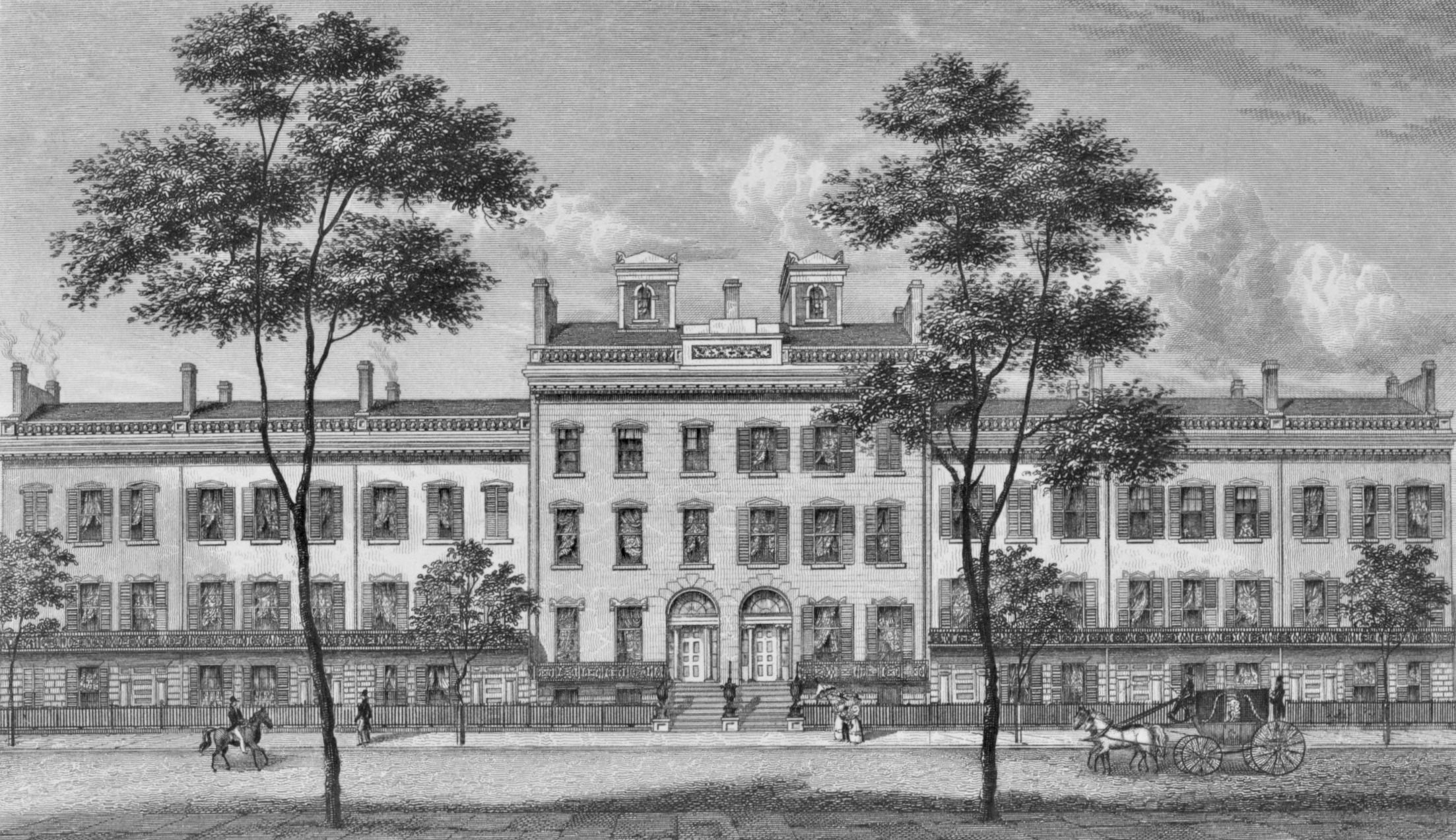
Леруа плейс, південна сторона Блікер-стріт, намальована в 1831 році. Після 1852 року економічний статус району занепав, і всі ці аристократичні будівлі були знесені до 1875 року.

Блікер-стріт названа на честь родини Блікерів, тому що вулиця проходила через сімейну ферму. У 1808 році Ентоні Ліспенард Блікер і його дружина передали місту більшу частину землі, на якій розташована вулиця Блікер-стріт.
Спочатку Блікер-стріт простягалася від Бауері до Бродвею, уздовж північної сторони ферми Блікерів, пізніше аж на захід до Шостої авеню. У 1829 році її об’єднали з Герінг-стріт, продовживши Блікер-стріт на північний захід до площі Абінгдон.

## Леруа плейс
Леруа плейс — колишня назва кварталу Блікер-стріт між вулицями Мерсер і Грін. Саме тут були побудовані перші палацові «крилаті резиденції». Ефекту вдалося досягти, зробивши центральні будинки вищими та ближчими до вулиці, а інші будинки збоку відсунули. Центральні будівлі також мали більші підняті входи та ліхтарні виступи даху. Будинки були побудовані Ісааком А. Пірсоном по обидва боки вулиці Блікер. Щоб виділити свій проект з-поміж решти району, Пірсон переконав місто назвати цей квартал вулиці на честь видатного міжнародного торговця Джейкоба Леруа.